# Paakt
Paakt je zdánlivý, nicotný (nulitní) právní akt, rozhodnutí, z něhož nevyplývají následky, které jsou s ním jinak spojované, protože vůbec není rozhodnutím orgánu veřejné moci, nebo sice ano, ale mimo zákonem mu svěřenou pravomoc. Proto je neplatný od samého počátku (ex tunc), z právního hlediska neexistuje a nikoho nezavazuje.
V České republice je legální definice nicotného rozhodnutí obsažena v § 77 správního řádu: „Nicotné je rozhodnutí, k jehož vydání nebyl správní orgán vůbec věcně příslušný; to neplatí, pokud je vydal správní orgán nadřízený věcně příslušnému správnímu orgánu. Nicotné je dále rozhodnutí, které trpí vadami, jež je činí zjevně vnitřně rozporným nebo právně či fakticky neuskutečnitelným, anebo jinými vadami, pro něž je nelze vůbec považovat za rozhodnutí správního orgánu.“
Pokud se důvod nicotnosti týká jen některého výroku rozhodnutí nebo vedlejšího ustanovení výroku, je nicotná jen tato část, ledaže ji nelze oddělit od ostatního obsahu. Nicotnost rozhodnutí zjišťuje a prohlašuje nadřízený správní orgán, a to z moci úřední, tedy třeba i bez vnějšího podnětu, který jinak mohou dát účastníci řízení nebo osoby, kterých se rozhodnutí týká, příp. i jiný správní orgán.